# Selman Selmanagić
Selman Selmanagić (Srebrenica, 25 aprile 1905 – Berlino Est, 7 maggio 1986) è stato un architetto tedesco di origine bosniaca formatosi al Bauhaus e a lungo professore presso l'accademia d'arte di Berlin-Weißensee.

## Biografia

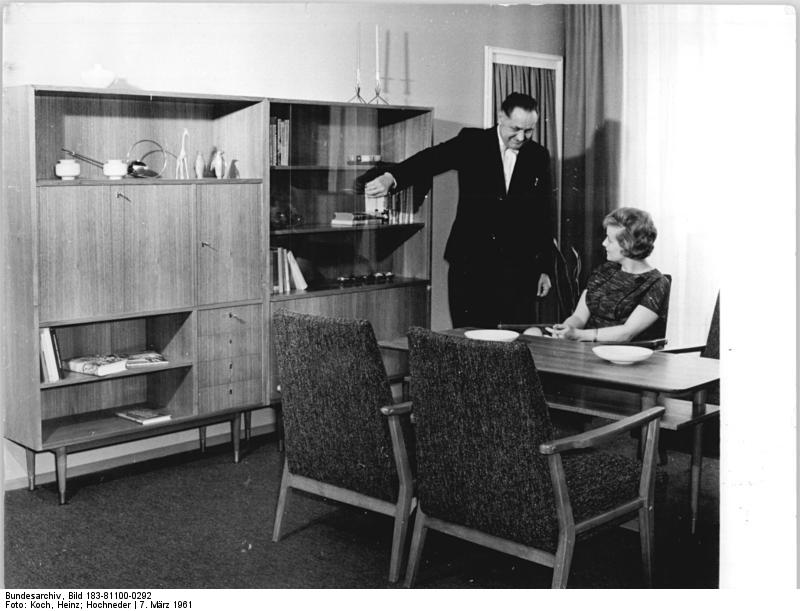
Pensile disegnato da Selmanagić

Selmanagić nasce a Srebrenica nella Bosnia orientale, allora amministrata dall'Austria-Ungheria, e cresce dal 1918 nel Regno di Jugoslavia. Dopo l'apprendistato, Selmanagić lavora come carpentiere nella fabbrica di vagoni ferroviari a Sarajevo nel 1923-24. Nel 1925, dopo un anno presso la Scuola di artigianato di Lubiana, ottiene la qualifica di maestro carpentiere per l'edilizia e l'arredamento. Ciò fu seguito nel 1925-26 dal suo servizio militare. Tornato nella sua città natale, Srebrenica, lavora dal 1926 al 1929 come carpentiere.
Seguendo il suo grande interesse per l'architettura, Selmanagić si trasferisce in Germania per studiare al Bauhaus nel 1929, diplomandosi nel 1932 con il diploma Bauhaus n. 100, firmato da Ludwig Mies van der Rohe e Ludwig Hilberseimer. Nel 1931 Selmanagić era non solo un astro nascente dell'architettura, ma anche membro del Partito Comunista Tedesco. 
Come molti dei suoi insegnanti e colleghi del Bauhaus, Selmanagić lascia la Germania con la presa del potere nazista nel 1933. Per acquisire esperienza lavora fino al 1939 in numerosi studi di architettura in Europa e nel Medio Oriente: nel 1933-35 è Istanbul, nel 1935 a Giaffa, nel 1935-38 a Gerusalemme, prima come libero professionista con Richard Kauffmann, in seguito come architetto indipendente. Viaggi di studio lo condussero nel 1935-36, tra gli altri, in Turchia, in Egitto e nel 1938 in Italia. Scrivendo a un amico verso la fine degli anni '30, Selmanagić descrive la sua strana posizione di architetto comunista e musulmano in una terra sempre più divisa, con arabi ed ebrei come clienti in competizione. "Ho visto che [l'appartenenza] dipende dalla forma esteriore: se indosso un fez pensano che io sia musulmano, se non lo faccio, non lo fanno... Rifiuto tutte le teorie sulle razze e sulle religioni, perché so che questo è solo deriva da sviluppi capitalistici generali... Ma per vivere, ho dovuto recitare il loro teatro nonostante le mie opinioni".
Nel 1939, in circostanze poco chiare, Selmanagić torna di colpo a Berlino, contattando i restanti colleghi del Bauhaus e della Rote Kapelle e lavorando per i cinema cittadini. La sua breve visita a casa in Jugoslavia nel 1941 ha lasciato notevoli immagini di Srebrenica poco prima della seconda guerra mondiale. 
Dopo aver lavorato come libero professionista per Egon Eiermann, lavora nel reparto costruzioni dal 1939 al 1942 e poi come architetto cinematografico presso l'UFA fino al 1945. Durante questi anni ha partecipato attivamente alla lotta antifascista della resistenza.
Quando i sovietici liberano Berlino e fondano la Germania dell'Est, Selmanagić viene nominato a posizioni di primo piano negli studi e nelle accademie di pianificazione urbana della RDT. Oltre agli edifici e agli stadi, Selmanagić ha progettato gli iconici interni della Germania dell'Est, dalle sedie agli eleganti banchi dei negozi.
Insieme ad altri sette architetti, Selmanagić ha lavorato nel collettivo di pianificazione di Hans Scharoun (Planungskollektiv) incaricato della ricostruzione e sviluppo della città nel periodo dal 1945 al 1950. Tra gli edifici su cui ha lavorato ci sono il Duomo di Berlino, la Neue Wache e la Humbold University.
In seguito Selmanagić divenne responsabile della pianificazione dei siti culturali e ricreativi presso il consiglio comunale della Grande Berlino. In questo ruolo, è stato tra l'altro responsabile della costruzione nel 1950 dello stadio Walter Ulbricht, il più grande stadio di calcio e atletica della DDR. Parallelamente, fu architetto del 1945 dei laboratori tedeschi di VEB Dresda-Hellerau. Nel 1950 divenne tedesco e ricevette così nel 1967 la cittadinanza della Repubblica Democratica Tedesca.
Dal 1950 fino al suo pensionamento, è stato a capo del Dipartimento di Architettura dell'accademia d'arte di Berlino-Weißensee. Dal 1951 ha tenuto una cattedra per la costruzione e l'architettura d'interni.
Dopo essersi pensionato nel 1970, è stato docente ospite presso l'Università tecnica di Graz, dove insegnava anche il suo ex collega del Bauhaus, Hubert Hoffmann (1904-2000). Nel 1973 tiene anche lezioni sul tema "Architettura del Bauhaus" presso la Facoltà di Architettura, Costruzioni e Geodesia (FAGG) di Lubiana in Jugoslavia.
Selmanagić muore nel 1986 a Berlino Est e viene sepolto nella sua città natale, Srebrenica, nella Bosnia jugoslava.

## Onorificenze
- 1964 Medaglia al merito della DDR
- 1970 Ordine di merito patriottico in bronzo
- 1979 Ordine di merito patriottico in oro
- 1985 Fermaglio onorario all'ordine patriottico di merito in oro

## Opere (selezione)
- 1931 Casa per i genitori, vicino a Srebrenica
- 1935-1938 Edifici residenziali a Gerusalemme [2]
- 1946-1950 Scuola del partito SED Karl Marx, Kleinmachnow
- 1957-1950 Accademia amministrativa Forst Zinna
- 1950 Walter Ulbricht Stadium (dal 1973 Stadio della gioventù mondiale)
- 1956 Espansione della Kunsthochschule Berlin-Weißensee in Bühringstraße
- 1959-1960 pianificazione urbana per Schwedt
- 1975/76 Responsabile dei lavori di restauro al Bauhaus di Dessau